# Nykritik
Nykritik er en litteraturvidenskabelig analyse- og fortolkningsmodel, der fokuserer på teksten uden at tage hensyn til værkets historiske eller biografiske baggrund. Denne tilgang vandt frem i USA omkring 1930'erne. Navnet kommer af John Crowe Ransoms bog The New Criticism fra 1941.
Nykritiken er primært et amerikansk fænomen, der er påvirket af russisk formalisme. En af de berømte nykritikere er Cleanth Brooks, der formulerede sit formalistiske udgangspunkt i en række idéer, som fx at en kritiker søger at beskrive og værdsætte det litterære kunstværk samt den idé at form og indhold kan ikke adskilles.
En historisk anekdote, der supplerer nykritikernes teoretiske motivation for deres, er, at amerikanske litteraturkritikere så, at studerende ofte lærte om alt uden for teksten, men sjældent læste og analyserede selve litteraturen. Som følge heraf slog nykritikerne på vigtigheden af nærlæsninger (en: close reading), som siden har været en fast praksis. Læsning betyder, at et værk gennemgås med hensyn til sproglige og konceptuelle strukturer og layouter med fokus på detaljer.